# 量子點顯示器

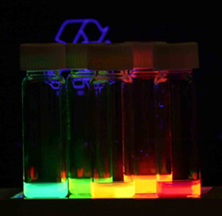
Colloidal quantum dots irradiated with a UV light. Different sized quantum dots emit different color light due to quantum confinement.

量子點顯示器（Quantum dot display）是一種藉由量子點（Quantum dot, QD）或半導體奈米晶體其之特殊光電性質可產生純色之紅、綠和藍光之三原色以作為顯示應用的技術。
- 光致發光量子點(Photo-emissive quantum dot)

在於現今顯示產業主要是將量子點製作成量子點薄層，並將該層置入於液晶顯示器(LCD)之背光模組(BLU，Backlight Unit)中以其相較於無使用量子點薄層之液晶顯示器更能降低背光亮度落失及RBG彩色濾光片(Color filter)之色彩串擾(Cross talk)，進而得到更佳的背光利用率及提升顯示之色域空間(Color gamut)之優點，而此種方式之應用也同樣使用於擁有彩色濾光片設計之白光，藍光或紫外光(UV)之有機發光二極體(OLED)顯示器。
- 電致發光量子點(Electro-emissive / Electroluminiscent quantum dot，QD-LED / EL-QLED / ELQD / QDEL)

目前此顯示技術仍處於實驗性質，類似如主動矩陣有機發光二極體(AMOLED)和微發光二極體(MicroLED)之顯示應用，發光方式是由電流直接導入各像素中的無機奈米粒子。 QD-LED顯示器將能提供大呎吋、可撓式面板並且將可避免OLEDs之產品壽命不佳的缺點，因此預期QD-LED顯示器將展開應用於平面電視、數位相機、行動電話及手持式遊戲主機。
量子点顯示器借助量子點發出頻譜集中、故可得纯正的高質素红/绿单色光，超越了傳統LED背光的荧光粉发光特性。其与OLED（有机发光半导体）顯示技術相似，發光頻譜可按工藝所需進行調控，進而提高了顯示效率。美國QD Vision公司率先将量子点技术应用于显示器领域。
目前於2018年所有應用量子點之顯示器並命為QLED者皆是使用光致發光量子點技術，如前所提電致發光量子點技術，QD-LED顯示器仍於實驗室發展階段。

## 工作原理

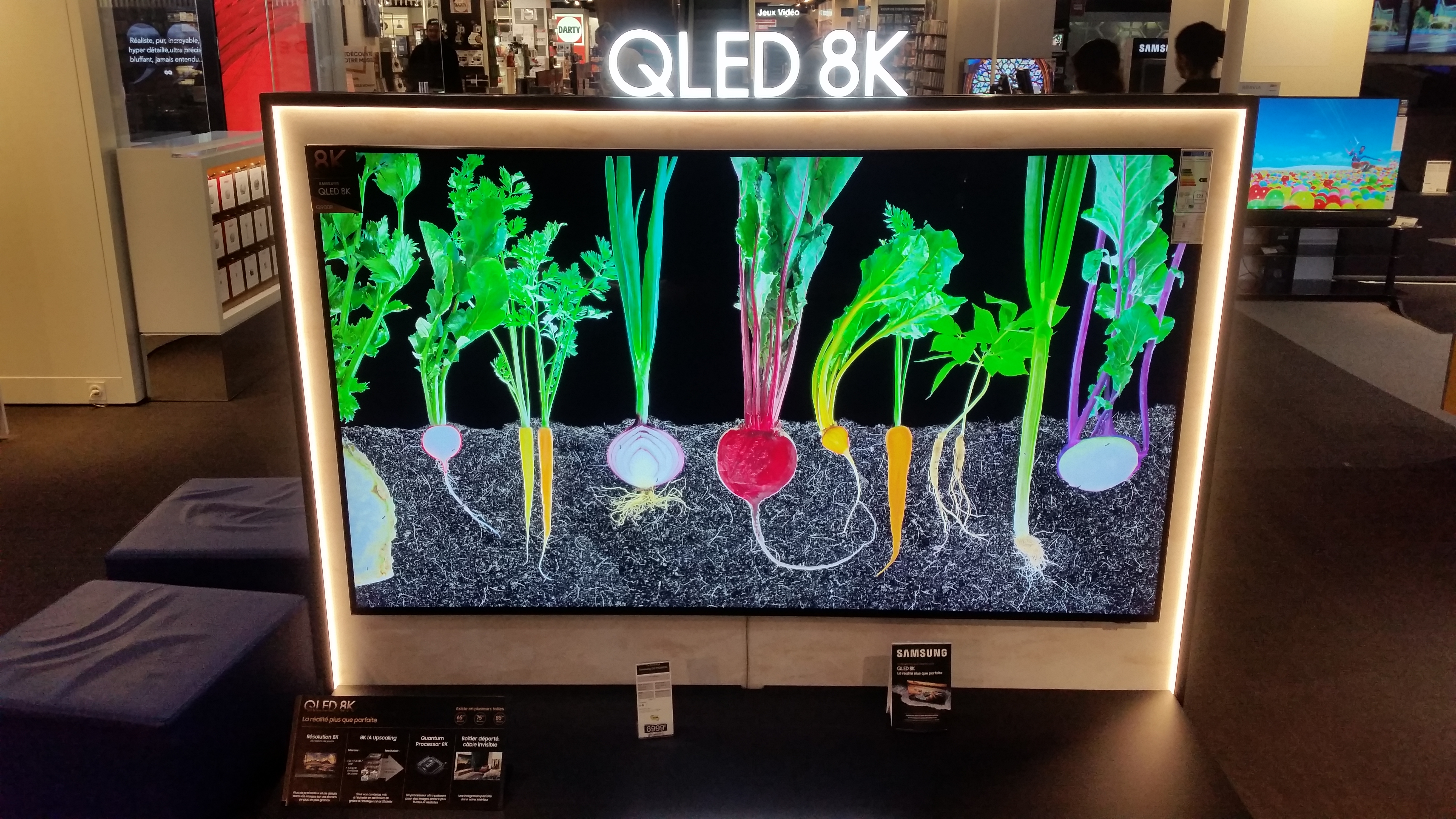
Samsung QLED TV 8K - 75 inches

使用量子點作為發光來源的概念源起於1990年代，主要應用於量子點紅外光偵測器、發光二極體和單色光發射元件。直至2000年早期了解並開發量子點作為發光源及顯示技術的用途。 不論光致發光量子點或電致發光量子點均可引入顯示技術工藝，且因其可放出更純淨之單色光頻譜，故相比於以白光光源經彩色濾光片產生三原色之顯色方式，能有更好的光利用效率及色彩飽和度以達到100% Rec. 2020色域標準。

### 量子點增強膜
現行實際應用為使用量子點增強膜(Quantum dot enhancement film, QDEF)改善一般發光二極體顯示螢幕(LED TVs)之背光光源。從LED背光源發射之藍光經QDEF後可轉換成相對純色之紅、綠光，以此產生之藍、綠和紅光能降低藍-綠光串擾及於彩色濾光片的光吸收率，因此能有更佳的光穿透性和表現色域空間。

## 外部連結
- Quantum Dots: Technical Status and Market Prospects （页面存档备份，存于）
- Quantum dots that produce white light could be the light bulb’s successor （页面存档备份，存于）